# Ronde van Spanje 2023
De Ronde van Spanje 2023 was een meerdaagse wielerwedstrijd die tussen 26 augustus en 17 september 2023 werd verreden in Spanje en Andorra. Deze 78e editie van de Vuelta vertrok vanuit Barcelona en eindigde in Madrid.
Deze Ronde van Spanje werd verrassend gewonnen door de Amerikaan Sepp Kuss van Jumbo-Visma. Hij was aanvankelijk opgesteld als knecht, maar nadat hij in de achtste etappe de rode leiderstrui had veroverd, stond hij deze niet meer af. Zijn kopmannen Jonas Vingegaard en meervoudig Vuelta-winnaar Primož Roglič eindigden respectievelijk als tweede en derde in het eindklassement en zorgden daarmee voor een unicum: het was voor het eerst dat het eindpodium van een grote ronde werd bezet door drie renners van dezelfde ploeg. Bovendien was het de eerste keer dat alle grote rondes in één seizoen door dezelfde ploeg werden gewonnen; voorafgaand aan de Vueltawinst van Kuss had Roglič de Ronde van Italië op zijn naam geschreven en Vingegaard de Ronde van Frankrijk.
De Belg Remco Evenepoel van Soudal Quick-Step, die als titelverdediger naar Spanje was gekomen, eindigde in het algemeen klassement op de twaalfde plaats, maar wist wel drie etappes, het bergklassement en de prijs van de strijdlust te winnen. Wout Poels zorgde in de voorlaatste etappe voor een Nederlandse ritzege.

## Etappe-overzicht
| Datum        | Etappe  | Start – finish                                | Afstand (km) | Type                | Winnaar            | Ploeg                    | Klassementsleider |
| ------------ | ------- | --------------------------------------------- | ------------ | ------------------- | ------------------ | ------------------------ | ----------------- |
| 26 augustus  | 1       | Barcelona - Barcelona                         | 14,6 km      | Ploegentijdrit      | Team DSM-Firmenich | Team DSM-Firmenich       | Lorenzo Milesi    |
| 27 augustus  | 2       | Mataró - Barcelona                            | 181,3 km     | Heuvelrit           | Andreas Kron       | Lotto-Dstny              | Andrea Piccolo    |
| 28 augustus  | 3       | Súria - Arinsal                               | 158,5 km     | Bergrit             | Remco Evenepoel    | Soudal Quick-Step        | Remco Evenepoel   |
| 29 augustus  | 4       | Andorra la Vella - Tarragona                  | 183,4 km     | Heuvelrit           | Kaden Groves       | Alpecin-Deceuninck       | Remco Evenepoel   |
| 30 augustus  | 5       | Morella - Burriana                            | 185,7 km     | Heuvelrit           | Kaden Groves       | Alpecin-Deceuninck       | Remco Evenepoel   |
| 31 augustus  | 6       | La Vall d'Uixó - Sierra de Javalambre         | 181,3 km     | Bergrit             | Sepp Kuss          | Jumbo-Visma              | Lenny Martinez    |
| 1 september  | 7       | Utiel - Oliva                                 | 188,8 km     | Vlakke rit          | Geoffrey Soupe     | TotalEnergies            | Lenny Martinez    |
| 2 september  | 8       | Dénia - Xorret de Catí, Costa Blanca Interior | 164,8 km     | Bergrit             | Primož Roglič      | Jumbo-Visma              | Sepp Kuss         |
| 3 september  | 9       | Cartagena - Caravaca de la Cruz               | 180,9 km     | Heuvelrit           | Lennard Kämna      | BORA-hansgrohe           | Sepp Kuss         |
| 4 september  | Rustdag | Rustdag                                       | Rustdag      | Rustdag             | Rustdag            | Rustdag                  | Rustdag           |
| 5 september  | 10      | Valladolid - Valladolid                       | 25 km        | Individuele tijdrit | Filippo Ganna      | INEOS Grenadiers         | Sepp Kuss         |
| 6 september  | 11      | Lerma - Vinuesa, La Laguna Negra              | 163,2 km     | Heuvelrit           | Jesús Herrada      | Cofidis                  | Sepp Kuss         |
| 7 september  | 12      | Ólvega - Zaragoza                             | 165,4 km     | Vlakke rit          | Sebastián Molano   | UAE Team Emirates        | Sepp Kuss         |
| 8 september  | 13      | Formigal - Col du Tourmalet                   | 134,7 km     | Bergrit             | Jonas Vingegaard   | Jumbo-Visma              | Sepp Kuss         |
| 9 september  | 14      | Sauveterre-de-Béarn - Larra-Belagua           | 161,7 km     | Bergrit             | Remco Evenepoel    | Soudal Quick-Step        | Sepp Kuss         |
| 10 september | 15      | Pamplona - Lekunberri                         | 156,5 km     | Heuvelrit           | Rui Costa          | Intermarché-Circus-Wanty | Sepp Kuss         |
| 11 september | Rustdag | Rustdag                                       | Rustdag      | Rustdag             | Rustdag            | Rustdag                  | Rustdag           |
| 12 september | 16      | Liencres Playa - Bejes                        | 119,7 km     | Heuvelrit           | Jonas Vingegaard   | Jumbo-Visma              | Sepp Kuss         |
| 13 september | 17      | Ribadesella - Alto de El Angliru              | 122,6 km     | Bergrit             | Primož Roglič      | Jumbo-Visma              | Sepp Kuss         |
| 14 september | 18      | Pola de Allande - La Cruz de Linares          | 178,9 km     | Bergrit             | Remco Evenepoel    | Soudal Quick-Step        | Sepp Kuss         |
| 15 september | 19      | La Bañeza - Íscar                             | 177,4 km     | Vlakke rit          | Alberto Dainese    | Team DSM-Firmenich       | Sepp Kuss         |
| 16 september | 20      | Manzanares el Real - Guadarrama               | 208,4 km     | Heuvelrit           | Wout Poels         | Bahrain-Victorious       | Sepp Kuss         |
| 17 september | 21      | Hipódromo de la Zarzuela - Madrid             | 101 km       | Vlakke rit          | Kaden Groves       | Alpecin-Deceuninck       | Sepp Kuss         |

## Klassementenverloop
| Etappe      | Winnaar            | Algemeen klassement | Puntenklassement | Bergklassement    | Jongerenklassement | Ploegenklassement     | Strijdlust       |
| ----------- | ------------------ | ------------------- | ---------------- | ----------------- | ------------------ | --------------------- | ---------------- |
| 1           | Team DSM-Firmenich | Lorenzo Milesi      | niet uitgereikt  | niet uitgereikt   | Lorenzo Milesi     | Team DSM-Firmenich    | niet uitgereikt  |
| 2           | Andreas Kron       | Andrea Piccolo      | Andreas Kron     | Matteo Sobrero    | Andrea Piccolo     | EF Education-EasyPost | Javier Romo      |
| 3           | Remco Evenepoel    | Remco Evenepoel     | Andrea Vendrame  | Remco Evenepoel   | Remco Evenepoel    | Team Jumbo-Visma      | Damiano Caruso   |
| 4           | Kaden Groves       | Remco Evenepoel     | Kaden Groves     | Eduardo Sepúlveda | Remco Evenepoel    | Team Jumbo-Visma      | Ander Okamika    |
| 5           | Kaden Groves       | Remco Evenepoel     | Kaden Groves     | Eduardo Sepúlveda | Remco Evenepoel    | Team Jumbo-Visma      | Eric Fagúndez    |
| 6           | Sepp Kuss          | Lenny Martinez      | Kaden Groves     | Eduardo Sepúlveda | Lenny Martinez     | Bahrain-Victorious    | Mikel Landa      |
| 7           | Geoffrey Soupe     | Lenny Martinez      | Kaden Groves     | Eduardo Sepúlveda | Lenny Martinez     | Bahrain-Victorious    | Ander Okamika    |
| 8           | Primož Roglič      | Sepp Kuss           | Kaden Groves     | Eduardo Sepúlveda | Lenny Martinez     | Team Jumbo-Visma      | Oier Lazkano     |
| 9           | Lennard Kämna      | Sepp Kuss           | Kaden Groves     | Eduardo Sepúlveda | Lenny Martinez     | Team Jumbo-Visma      | Jon Barrenetxea  |
| 10          | Filippo Ganna      | Sepp Kuss           | Kaden Groves     | Eduardo Sepúlveda | Remco Evenepoel    | Team Jumbo-Visma      | niet uitgereikt  |
| 11          | Jesús Herrada      | Sepp Kuss           | Kaden Groves     | Jesús Herrada     | Remco Evenepoel    | Team Jumbo-Visma      | José Manuel Díaz |
| 12          | Sebastián Molano   | Sepp Kuss           | Kaden Groves     | Jesús Herrada     | Remco Evenepoel    | Team Jumbo-Visma      | Jetse Bol        |
| 13          | Jonas Vingegaard   | Sepp Kuss           | Kaden Groves     | Jonas Vingegaard  | Juan Ayuso         | Team Jumbo-Visma      | Michael Storer   |
| 14          | Remco Evenepoel    | Sepp Kuss           | Kaden Groves     | Remco Evenepoel   | Juan Ayuso         | Team Jumbo-Visma      | Remco Evenepoel  |
| 15          | Rui Costa          | Sepp Kuss           | Kaden Groves     | Remco Evenepoel   | Juan Ayuso         | Team Jumbo-Visma      | Remco Evenepoel  |
| 16          | Jonas Vingegaard   | Sepp Kuss           | Kaden Groves     | Remco Evenepoel   | Juan Ayuso         | Team Jumbo-Visma      | Joel Nicolau     |
| 17          | Primož Roglič      | Sepp Kuss           | Kaden Groves     | Remco Evenepoel   | Juan Ayuso         | Team Jumbo-Visma      | Remco Evenepoel  |
| 18          | Remco Evenepoel    | Sepp Kuss           | Kaden Groves     | Remco Evenepoel   | Juan Ayuso         | Team Jumbo-Visma      | Remco Evenepoel  |
| 19          | Alberto Dainese    | Sepp Kuss           | Kaden Groves     | Remco Evenepoel   | Juan Ayuso         | Team Jumbo-Visma      | Michal Schlegel  |
| 20          | Wout Poels         | Sepp Kuss           | Kaden Groves     | Remco Evenepoel   | Juan Ayuso         | Team Jumbo-Visma      | Pelayo Sanchez   |
| 21          | Kaden Groves       | Sepp Kuss           | Kaden Groves     | Remco Evenepoel   | Juan Ayuso         | Team Jumbo-Visma      | niet uitgereikt  |
| Eindstanden | Eindstanden        | Sepp Kuss           | Kaden Groves     | Remco Evenepoel   | Juan Ayuso         | Jumbo-Visma           | Remco Evenepoel  |

## Eindklassementen

### Algemeen klassement
| Plaats    | Naam              | Ploeg              | Tijd      |
| --------- | ----------------- | ------------------ | --------- |
| Rode trui | Sepp Kuss         | Team Jumbo-Visma   | 76u48'21" |
| 2         | Jonas Vingegaard  | Team Jumbo-Visma   | + 17"     |
| 3         | Primož Roglič     | Team Jumbo-Visma   | + 1'08"   |
| 4         | Juan Ayuso        | UAE Team Emirates  | + 3'18"   |
| 5         | Mikel Landa       | Bahrain-Victorious | + 3'37"   |
| 6         | Enric Mas         | Movistar Team      | + 4'14"   |
| 7         | Aleksandr Vlasov  | BORA-hansgrohe     | + 7'53"   |
| 8         | Cian Uijtdebroeks | BORA-hansgrohe     | + 8'00"   |
| 9         | João Almeida      | UAE Team Emirates  | + 10'08"  |
| 10        | Santiago Buitrago | Bahrain-Victorious | + 11'38"  |
|           |                   |                    |           |
| 15        | Wout Poels        | Bahrain-Victorious | + 31'00"  |

### Nevenklassementen
| Puntenklassement |                     |                       |        |
| Plaats           | Naam                | Ploeg                 | Punten |
| Groene trui      | Kaden Groves        | Alpecin-Deceuninck    | 315    |
| 2                | Remco Evenepoel     | Soudal Quick-Step     | 236    |
| 3                | Andreas Kron        | Lotto Dstny           | 167    |
|                  |                     |                       |        |
| 8                | Marijn van den Berg | EF Education-EasyPost | 117    |

| Bergklassement        |                  |                    |        |
| Plaats                | Naam             | Ploeg              | Punten |
| Bolletjestrui (blauw) | Remco Evenepoel  | Soudal Quick-Step  | 135    |
| 2                     | Jonas Vingegaard | Team Jumbo-Visma   | 51     |
| 3                     | Michael Storer   | Groupama-FDJ       | 39     |
|                       |                  |                    |        |
| 27                    | Wout Poels       | Bahrain-Victorious | 6      |

| Jongerenklassement |                     |                       |            |
| Plaats             | Naam                | Ploeg                 | Tijd       |
| Witte trui         | Juan Ayuso          | UAE Team Emirates     | 76u51'39"  |
| 2                  | Cian Uijtdebroeks   | BORA-hansgrohe        | + 4'42"    |
| 3                  | João Almeida        | UAE Team Emirates     | + 6'40"    |
|                    |                     |                       |            |
| 37                 | Marijn van den Berg | EF Education-EasyPost | + 3u54'40" |

| Ploegenklassement |                    |            |
| Plaats            | Ploeg              | Tijd       |
| 1                 | Team Jumbo-Visma   | 229u42'26" |
| 2                 | Bahrain-Victorious | + 20'49"   |
| 3                 | BORA-hansgrohe     | + 32'54"   |
|                   |                    |            |
| 6                 | Soudal Quick-Step  | + 3u18'27" |

1e etappe ·
2e etappe ·
3e etappe ·
4e etappe ·
5e etappe ·
6e etappe ·
7e etappe ·
8e etappe ·
9e etappe ·
10e etappe ·
11e etappe ·
12e etappe ·
13e etappe ·
14e etappe ·
15e etappe ·
16e etappe ·
17e etappe ·
18e etappe ·
19e etappe ·
20e etappe ·
21e etappe
Startlijst · Eindstanden · Afbeeldingen
 winnaars · rode trui · 
 puntenklassement · 
 bergklassement · 
 combinatieklassement · 
 jongerenklassement · 
 ploegenklassement · 
 strijdlust

 Belgische leiderstruidragers · etappewinnaars

 Nederlandse leiderstruidragers · etappewinnaars
1935 · 1936 · 1937 · 1938 · 1939 · 1940 · 1941 · 1942 · 1943 · 1944 · 1945 · 1946 · 1947 · 1948 · 1949 · 1950 · 1951 · 1952 · 1953 · 1954 · 1955 · 1956 · 1957 · 1958 · 1959 · 1960 · 1961 · 1962 · 1963 · 1964 · 1965 · 1966 · 1967 · 1968 · 1969 · 1970 · 1971 · 1972 · 1973 · 1974 · 1975 · 1976 · 1977 · 1978 · 1979 · 1980 · 1981 · 1982 · 1983 · 1984 · 1985 · 1986 · 1987 · 1988 · 1989 · 1990 · 1991 · 1992 · 1993 · 1994 · 1995 · 1996 · 1997 · 1998 · 1999 · 2000 · 2001 · 2002 · 2003 · 2004 · 2005 · 2006 · 2007 · 2008 · 2009 · 2010 · 2011 · 2012 · 2013 · 2014 · 2015 · 2016 · 2017 · 2018 · 2019 · 2020 · 2021 · 2022 · 2023 · 2024 · 2025
Tour Down Under ·
Great Ocean Road Race ·
Ronde van de Verenigde Arabische Emiraten ·
Omloop Het Nieuwsblad ·
Strade Bianche ·
Parijs-Nice · 
Tirreno-Adriatico · 
Milaan-San Remo ·
Ronde van Catalonië ·
Classic Brugge-De Panne ·
E3 Saxo Bank Classic ·
Gent-Wevelgem ·
Dwars door Vlaanderen ·
Ronde van Vlaanderen ·
Ronde van het Baskenland ·
Parijs-Roubaix ·
Amstel Gold Race ·
Waalse Pijl ·
Luik-Bastenaken-Luik ·
Ronde van Romandië ·
Eschborn-Frankfurt ·
Ronde van Italië ·
Critérium du Dauphiné ·
Ronde van Zwitserland ·
Ronde van Frankrijk ·
Clásica San Sebastián ·
Ronde van Polen ·
BEMER Cyclassics ·
Renewi Tour ·
Ronde van Spanje ·
Bretagne Classic ·
GP van Quebec ·
GP van Montréal ·
Ronde van Lombardije ·
Ronde van Guangxi